# 嚴中
嚴中（1511年—？），字執甫，號允斋，浙江紹興府餘姚縣人，匠籍，明朝政治人物。

## 生平
嘉靖十六年（1537年）丁酉科浙江鄉試第六十七名舉人。嘉靖十七年（1538年）中式戊戌科二甲五十名進士。历官武昌府、赣州府知府，四十一年正月考察拾遗罷黜。

## 家族
曾祖嚴吳；祖父嚴琛；父嚴昂，母鄒氏。具庆下。弟嚴和。